# Lob (tenis)

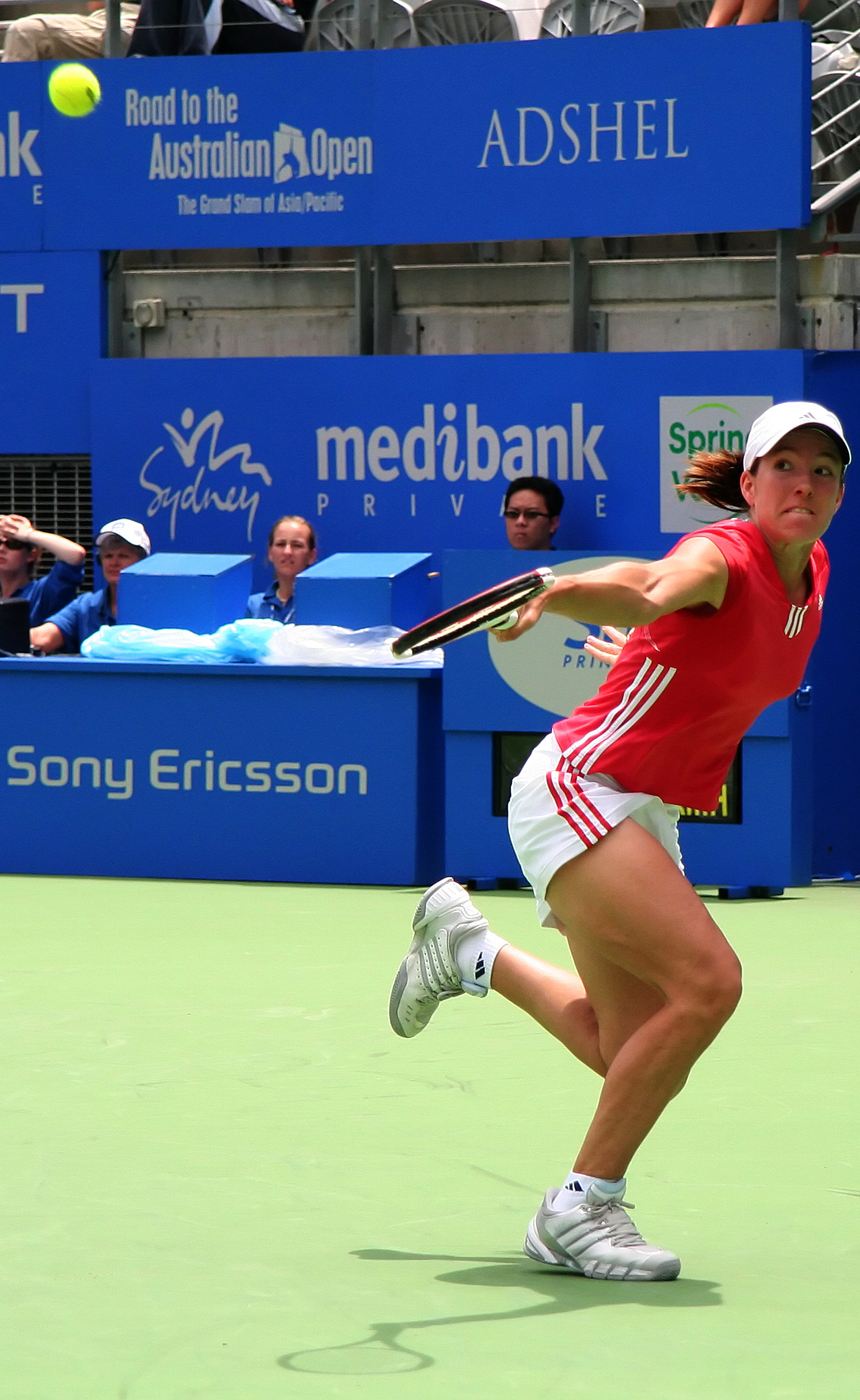
Obranný lob Justine Heninové.

Lob je řazen k základním tenisovým úderům. Představuje forhend či bekhend, který je hrán do výše, tak aby míč přelétl soupeře v postavení na síti. Kulminačního bodu má dosáhnout až za ním. Pohybové fáze úderu odpovídají základním úderům, s tím rozdílem, že je paže s raketou vedena více zezdola nahoru a její úderová plocha je otevřenější. 
Loby lze rozlišit na  obranné a útočné. Při obranném lobu je dráha letu míče daleko vyšší, než při útočném, tak aby hráč měl dostatek času vrátit se do správného tenisového postavení na střed hřiště. Při útočné variantě letí míč v nízké poloze nad hlavou protihráče a je mu udělena zpravidla silná horní rotace. Hráč po odehrání úderu postupuje často směrem k síti. Správně provedený lob končí těsně před základní čárou dvorce. Nepovedený úder naopak dává šanci soupeři na zahrání smeče a ukončení výměny.  
Loby je možné hrát i pokud protihráč stojí na základní čáře. Vysoké odskoky míče, které mohou být navíc s horní rotací, je obtížné odehrávat. Protihráč je nucen ustupovat daleko za základní čáru. 

## Tenisté
Seznam některých tenistů, kteří úspěšně používali či používají loby v rámci své hry:

### Muži
- Björn Borg
- Jimmy Connors
- Guillermo Vilas
- Andre Agassi
- Marat Safin
- David Nalbandian
- Roger Federer
- Novak Đoković
- Rafael Nadal
- Richard Gasquet

### Ženy
- Monika Selešová
- Steffi Grafová
- Jennifer Capriati
- Kaia Kanepi
- Lindsay Davenportová
- Venus Williamsová
- Serena Williamsová
- Justine Heninová
- Kim Clijstersová
- Maria Šarapovová